# Анаора
Анаора (лат. Anaora tentaculata) — вид небольших рыб из семейства лировых (Callionymidae), обитающий на тропических рифах западной части Тихого океана.

## Внешний вид и строение
Максимальная длина тела 6 сантиметров. В первом спинном плавнике 4 жёстких лучей, во втором — 8 мягких лучей, в анальном плавнике 7 мягких лучей. Его обычно идентифицируют по «умеренно длинному щупальцу за глазом и многочисленным небольшими листовидными придатками на теле».

## Распространение и среда обитания
Это морская рыба, обитающая на песчаных участках мелководных рифов, от приливных бассейнов до глубины 30 метров. Также обитает в защищенных рифовых лагунах, поросших водорослями, обычно в зарослях морских водорослей. Распространен в западной части Тихого океана: Молуккские острова, Филиппины, острова Рюкю, Палау, Яп и Гуам.